# Alexander Russo
Alexander Russo (né le 26 juillet 1994 à São Paulo) est un athlète brésilien, spécialiste du 400 m.
Son record personnel est de 46 s 15, réalisé à deux reprises, le 19 juillet et le 10 octobre 2014. Il remporte le titre du relais 4 x 400 m lors des Championnats d'Amérique du Sud juniors et le titre espoirs 2014, puis le titre espoirs individuel en 2016.
Le 9 juin 2017, il porte son record à 45 s 91 à São Bernardo do Campo.